# Нехаївська сільська рада
Неха́ївська сільська́ ра́да — адміністративно-територіальна одиниця та орган місцевого самоврядування в Коропському районі Чернігівської області. Адміністративний центр — село Нехаївка.

## Загальні відомості
- Територія ради: 61,202 км²
- Населення ради: 1 878 осіб (станом на 2001 рік)

Нехаївська сільська рада зареєстрована 1921 року. Стала однією з 25-ти сільських рад Коропського району і одна з 18-ти, яка складається більше, ніж з одного населеного пункту.
На території сільради діє Нехаївська ЗОШ І-ІІІ ст. та Нехаївський ДНЗ.

## Населені пункти
Сільській раді підпорядковані населені пункти:
- с. Нехаївка (1618 осіб)
- с. Галичівка (42 особи)
- с. Лебедин (177 осіб)
- с. Нориця (41 особа)

## Склад ради
Рада складається з 16 депутатів та голови.
- Голова ради: Воробей Григорій Васильович
- Секретар ради: Масієнко Оксана Анатоліївна

### Керівний склад попередніх скликань
| Прізвище, ім'я, по батькові | Основні відомості                                                                       | Дата обрання | Дата звільнення |
| --------------------------- | --------------------------------------------------------------------------------------- | ------------ | --------------- |
| Воробей Григорій Васильович | Сільський голова, 1961 року народження, освіта середня спеціальна, безпартійний         | 26.03.2006   | 31.10.2010      |
| Воробей Григорій Васильович | Сільський голова, 1961 року народження, освіта середня спеціальна, член Партії регіонів | 31.10.2010   | 2016            |
| Савотченко Сергій           | Сільський голова                                                                        | 2016         |                 |

Примітка: таблиця складена за даними сайту Верховної Ради України

### Депутати
За результатами місцевих виборів 2010 року депутатами ради стали:

#### За суб'єктами висування
| Суб'єкт висування                 | Кількість обраних депутатів | %    |
| --------------------------------- | --------------------------- | ---- |
| Партія регіонів                   | 6                           | 37,5 |
| Народна партія                    | 4                           | 25   |
| Українська Народна Партія         | 3                           | 18,8 |
| Самовисування                     | 2                           | 12,5 |
| Політична партія «Сильна Україна» | 1                           | 6,3  |

#### За округами
| № округу                          | Прізвище, ім'я, по батькові   | Дата визнання обраним | Освіта             | Партійна приналежність                  | Відомості про обраного депутата                   |
| --------------------------------- | ----------------------------- | --------------------- | ------------------ | --------------------------------------- | ------------------------------------------------- |
| Народна Партія                    |                               |                       |                    |                                         |                                                   |
| 3                                 | Масієнко Оксана Анатоліївна   | 01.11.2010            | вища               | позапартійна                            | Нехаївська сільська рада, секретар сільської ради |
| 4                                 | Стратій Валентина Андріївна   | 01.11.2010            | вища               | член Української Народної Партії        | Нехаївська загальноосвітня школа, вчитель         |
| 12                                | Омелечко Олена Володимирівна  | 01.11.2010            | вища               | позапартійна                            | Нехаївськалікарська амбулаторія, медсестра        |
| 14                                | Омелечко Любов Іванівна       | 01.11.2010            | середня спеціальна | позапартійна                            | Приватний магазин, продавець                      |
| Партія регіонів                   |                               |                       |                    |                                         |                                                   |
| 1                                 | Ботвинко Петро Петрович       | 01.11.2010            | середня            | член Партії регіонів                    | тимчасово не працює                               |
| 5                                 | Городиський Григорій Петрович | 01.11.2010            | середня            | член Партії регіонів                    | Нехаївська загальноосвітня школа, опалювач        |
| 6                                 | Городиський Петро Ілліч       | 01.11.2010            | вища               | член Партії регіонів                    | пенсіонер                                         |
| 8                                 | Дідевич Ольга Олексіївна      | 01.11.2010            | середня спеціальна | член Партії регіонів                    | Гентеорологічне відділення, завгосп               |
| 10                                | Воробей Надія Іванівна        | 01.11.2010            | вища               | член Партії регіонів                    | Нехаївська загальноосвітня школа, вчитель         |
| 11                                | Мойсеєнко Тетяна Григорівна   | 01.11.2010            | середня спеціальна | член Партії регіонів                    | Нехаївська сільська рада, бухгалтер               |
| Політична партія «Сильна Україна» |                               |                       |                    |                                         |                                                   |
| 15                                | Куриленко Ольга Михайлівна    | 01.11.2010            | середня            | член Політичної партії «Сильна Україна» | КП «Ліки України», завідувач                      |
| Українська Народна Партія         |                               |                       |                    |                                         |                                                   |
| 7                                 | Величко Олександр Іванович    | 01.11.2010            | середня спеціальна | позапартійний                           | Короп «Агролісгосп», лісник                       |
| 9                                 | Висоцька Світлана Валерївна   | 01.11.2010            | вища               | член Української Народної Партії        | Нехаївська загальноосвітня школа, вчитель         |
| 16                                | Висоцький Валерій Гаврилович  | 01.11.2010            | середня спеціальна | позапартійний                           | Нехаївська дільниця РЕМ, контролер                |
| Самовисування                     |                               |                       |                    |                                         |                                                   |
| 2                                 | Сидоренко Юрій Іванович       | 29.06.2014            | незакінчена вища   | позапартійний                           | тимчасово не працює                               |
| 13                                | Дрозд Валентина Іванівна      | 01.11.2010            | середня            | позапартійна                            | тимчасово не працює                               |